# ماهونري يونغ
كان ماهونري ماكينتوش يونغ (9 أغسطس 1877- 2 نوفمبر 1957) نحاتًا واقعيًا اجتماعيًا وفنانًا أمريكيًا. في خلال حياته المهنية الطويلة، أبدع أكثر من 320 منحوتة و590 لوحة زيتية و5.500 لوحة مائية و2.600 مطبوعة وآلاف الرسومات. لكن يُعترف به بسبب منحوتاته بالدرجة الأولى. تتضمن أعماله المناظر الطبيعية، والبورتريهات، والتماثيل، والمنحوتات ذات الحجم الواقعي، والنصب التذكارية، والنقوش. بصرف النظر عن الوسيط الذي اختاره، اتسمت أعماله بالعفوية، فغالبًا ما كان يفضل إعداد أعماله برسومات سريعة في مكان الحدث. شعر أن ذلك يجعل أعماله طبيعية أكثر بالمقارنة مع استخدام موديل في الاستديو. كان ناجحًا تمامًا من الناحية التجارية في حياته رغم أنه لم ينجح حتى منتصف ثلاثيناته. كانت الطلبيات الضخمة للمنحوتات من كنيسة يسوع المسيح لقديسي الأيام الأخيرة (كنيسة إل دي سي) مربحة بصورة خاصة له.
وُلد يونغ في عائلة من نسب مورموني أصلي ثري، وكان حفيد الرئيس الثاني لكنيسة إل دي سي والحاكم الأول لولاية يوتاه، بريغهام يونغ. تعرف يونغ إلى الفن عبر أبيه في سن مبكرة. ترك المدرسة في السابعة عشرة من عمره وعمل في النقاشة وصناعة البورتريهات في جرائد مختلفة في مدينة سولت ليك ليجني المال من أجل دروس الفنون ومدرسة الفنون في نيويورك ولاحقًا في باريس. عاش معظم حياته في مدينة نيويورك حيث اشترك في عرض «ذا أيت» والمدرسة الأشكانية. أشعل نجاحه التجاري في نيويورك، لكن ثمة عملان مما يُزعم أنهما أشهر أعماله، وهما نصب هذا هو المكان ونصب النورس، يُعرضان بوضوح في مدينة سولت ليك بيوتاه. من أعماله الشهيرة الأخرى تمثال لبيرغهام يونغ يرقد في قاعة التماثيل الوطنية في مبنى الكونغرس الأمريكي بواشنطن العاصمة. في فترات شتى من حياته المهنية، درّس يونغ في رابطة طلاب الفنون. تسكن معظم أعمال يونغ في جامعة بيرغهام يونغ.

## سنواته الأولى
وُلد ماهونري ماكينتوش يونغ في 9 أغسطس 1877 في مدينة سولت ليك بإقليم يوتاه. كان الابن الأكبر لماهونري موريانكومر يونغ، مالك معمل صوف ديزيريت الذي ورثه عن والديه بريغهام يونغ وأغنيس ماكينتوش. استمتع يونغ بالوقت الذي قضاه في قضاء يوتاه في المعمل، واعتبر هذه الفترة «عصره الذهبي» في يوتاه. مُنح يونغ اسم أبيه، الذي سُمي تيمنًا بشخصية ماهونري موريانكومر من كتاب مورمون، والذي تشيع معرفته باسم «أخو جاريد». حُذف اسم موريانكومر بسبب غرابته واستبدل به اسم عائلة والدته قبل الزواج، ماكينتوش. كان جده بريغهام يونغ الرئيس الثاني لكنيسة يسوع المسيح لقديسي الأيام الأخيرة (كنيسة إل دي سي)، وحاكم إقليم يوتاه في 1851، ومدير رواد المورمون إلى يوتاه. كان ماهونري ماكينتوش على الأرجح آخر حفيد وُلد قبل وفاة بريغهام يونغ في 29 أغسطس وآخر من تلقى مباركته.
جاءت أم يونغ من زواج متعدد الزوجات في وسط غرب الولايات المتحدة. رغم أنها لم تلتق أباها، دانييل ماكينتوش، حتى تجاوزت السنة من عمرها، توفي عندما كانت في الثالثة وربتها أمها بمفردها. ارتاد والدا يونغ جامعة ديزيريت (جامعة يوتاه الآن) معًا. تزوجا في أكتوبر 1876 في بيت المهر بمدينة سولت ليك. بعد زواجهما، انتقلت إيلين أم أغنس إلى منزلهما. وُلد أخوا يونغ التوءمين وينفيلد سكوت (ويني) ووالديمار (والي) في 1 يوليو 1980، وكبرا ليصيرا صحفيًا وكاتب سيناريو ناجحين على التوالي. عندما أُصيب يونغ التهاب الزائدة الدودية، عرفه أبوه على النحت من خلال نَجر أشياء من الخشب لأجله. من أجل سلامته، أعطاه أبوه صلصالًا ليصنع منه نماذج عن الحيوانات، مشعلًا فتيل اهتمامه بالفن في عمر مبكرة. توفي أبو يونغ عندما كان في السابعة من عمره. زودت وفاة أبي يونغ إياه بدافع ليصير نحاتًا ناجحًا. لم تتزوج والدته مرة ثانية لكنها اضطرت إلى بيع المعمل بأقل من نصف قيمته بسبب مخاوف مالية. برغم هذا، تمكنت أغنس من تدبر مصاريف معيشة العائلة.
انتقلت عائلته إلى منزل أصغر في مدينة سولت ليك حيث بدأ يونغ بارتياد المدرسة. في سن الحادية عشرة، اشترت له والدته عدة لنحت الخشب نحت منها نحتًا غائرًا بقياس أربعة إنشات ليوليوس قيصر من عمود سياج. بعد أن رأى مندوب مبيعات كتب القطعة، سماه «بالعبقري». بسبب علاماته الوسطية وشعوره الدائم بأنه متخلف عن زملائه، ترك يونغ المدرسة بعد الصف الثامن. قضى وقته يقرأ عن الفن ويدرسه، وصادق فنانين شبان طامحين آخرين. تضمن أصدقاء طفولته جون هيلد الابن، ولي غرين ريتشاردز. أنجز منحوتته الأولى في عمر الثالثة عشرة. في سن مبكرة، رأى يونغ أن التعليم الرسمي مضيعة للوقت. قال يونغ إن الشيء الوحيد ذا القيمة الذي تعلمه هو أن عليه النظر إلى النقطة التي سينتهي بها الخط بدلًا عن نقطة قلم الرصاص. لكن على الرغم من غياب اهتمامه بالتعليم الرسمي، كان يقرأ بنهم وكان أدباؤه المفضلون رالف والدو إيمرسون ومونتاين. قادته الآثار المبكرة من العائلات المورمونية من حوله إلى عدم الاهتمام في الحفاظ على نشاطات كنيسة إل دي سي. وشملت أمثلة هذه الآثار إساءة استخدام قانون الزواج التعددي والتقوى المفرطة بين أعضاء الكنيسة.
كان يونغ رياضيًا وشارك في فرق كرة القاعدة وكرة القدم. لكن بعد إصابة نزلت به في لعبة كرة قدم، كُسرت ذراعه اليسرى وجُبرت خطًا ثم كُسرت ثانية ليُصحح جبرها، فظلت ذراعه اليسرى أقصر من اليمنى بقليل لبقية حياته. ألهمت اهتماماته المبكرة في الرياضة موضوعات فنه، إذ نحت وصور مرارًا رياضيين يتنافسون في مختلف الرياضات، والرياضة الأبرز بينها الملاكمة. نمى أيضًا اهتمامه في الطبيعة ومراقبة الطيور ما أمعن في التأثير على ثيمات فنه وموضوعاته. عرفه عمه على حياة مزرعة المواشي، التي صار مهتمًا بها أشد ما يكون. كانت والدته معارضة لمطاردته مهنة أخرى. ورغم أن يونغ لم يصر مالك مزرعة مواشي، ظلت ثيمات المزرعة والغرب الأمريكي متكررة في أعماله. تعلم يونغ أسلوب جان فرانسوا ميليه الفني من قراءة المجلات، والتي علمته الشكل والفراغ والضوء والحركة في الفن. أقنع مقال كتبه ميليه يونغ بترك المدرسة والحصول على عمل وحضور دروس في الفن. ولعزمه على الصيرورة نحاتًا، أدرك يونغ أنه لم ينحت منذ كان في الخامسة من عمره، لذا قرر أنه قد يحالفه حظ أفضل في الرسم التوضيحي.